# ۱۰۰۵ (میلادی)
۱۰۰۵ (میلادی) هزار و پنجمین سال تقویم میلادی است.

## زادگان
- علی ظاهر، هفتمین خلیفه از خلفای فاطمی
- کلمنت دوم، پاپ کلیسای کاتولیک روم

## درگذشتگان
‎